# Manuel Pérez Villamil y García
Manuel Pérez Villamil y García (Sigüenza, 6 d'octubre de 1849- Madrid, 11 de diciembre de 1917) va ser un historiador, periodista, escriptor i arqueòleg espanyol, acadèmic de número de la Reial Acadèmia de la Història, amb la medalla número 1, en la que succeí Adolfo Carrasco y Sáyz el 1906.

## Biografia
Era fill de Manuel Pérez Villamil i María del Carmen García Somolinosi va estar casat amb Concepción Pineda.
Doctor en Dret i Filosofia i Lletres, dirigí la revista La Ilustración Católica entre 1879 i 1887. El març de 1886 ingressà al Cos d'arxivers i treballà durant molts anys al Museu Arqueològic Nacional. El 1872 fou membre de la Diputació de Guadalajara i en 1881 participà en la fundació de la Unió Catòlica, juntament amb Marcelino Menéndez y Pelayo. La seva ideologia ha estat definida com a «conservadora» i «neocatòlica». El 14 de març de 1904 va fer el seu ingrés en la Reial Acadèmia de Belles Arts de Sant Ferran i el 18 de maig de 1906 en la Reial Acadèmia de la Història.

## Obres
- Recuerdos del Monasterio de Piedra (Madrid 1873)
- La peregrinación española en Italia en 1876, con un prólogo y una carta de D. Ramón Nocedal, Madrid, Impr. de F. Maroto é hijos, 1877
- Recuerdos del Monasterio de Piedra (Madrid 1873)
- Representación de la Virgen Santísima en el Arte Cristiano, premiada per l'Acadèmia Cristiana de Lleida (1878)
- La Muerte del Moro Zafra, romanç històrico inspirat en una làpida del Monestir de Huerta (Madrid 1871)
- Filosofía de lo Bello según San Agustín
- La antigua Industria Murciana
- Real laboratorio de mosaico y piedra dura de S. M. C., conferència donada al Museo Arqueológico (1897)
- La Catedral de Sigüenza erigida en el s. XII, con noticias nuevas para la historia del arte de España (1889)
- Artes e Industrias del Buen Retiro: la Fabrica de La China, El Laboratorio de piedras duras y mosaico, Obradores de bronces y marfiles (Madrid 1904)
- La tradición (histórica) indígena en la historia de nuestras artes (contemporáneas) industriales, discurs llegit a la Reial Acadèmia de la Història (1907)
- La mujer en la industria española, bajo su aspecto histórico y social (1908)
- Los primeros y los últimos años de Menéndez y Pelayo en Madrid (1912)